# Niska Przełęcz
Niska Przełęcz (słow. Nízke sedlo) – przełęcz w grani głównej Tatr Zachodnich pomiędzy Łopatą (1957 m) a Jarząbczym Wierchem (2137 m). Położona jest na wysokości 1819 m n.p.m. (według wcześniejszych pomiarów – 1831 m) na granicy polsko-słowackiej. Jej północne stoki opadają stromo do kotła lodowcowego Doliny Jarząbczej, a południowe bardziej łagodnie do Doliny Jamnickiej. Przejście przez tę przełęcz z Doliny Jarząbczej do Doliny Jamnickiej nie nastręcza wielkich trudności, nie prowadzi tędy jednak szlak turystyczny.
Rejon przełęczy jest trawiasty. Jest ona rzeczywiście dość „niska” – różnica wysokości w stosunku do Jarząbczego Wierchu wynosi 318 m. Podejście jest nieco męczące, ale wynagradzają to rozległe widoki, m.in. na Rohacze, Jamnickie Stawy, Liptów i Jezioro Liptowskie.

## Szlaki turystyczne
Nieco na zachód od przełęczy łączą się dwa szlaki i biegną razem do Jarząbczego Wierchu, gdzie znów się rozdzielają.
 – czerwony szlak graniczny, prowadzący główną granią z Wołowca przez Łopatę i Niską Przełęcz na niższy wierzchołek Jarząbczego Wierchu, a dalej przez Kończysty Wierch na Starorobociański Wierch i dalej do Pyszniańskiej Przełęczy. Czas przejścia z Wołowca na Jarząbczy Wierch: 2 h, z powrotem 1:45 h
  – zielony szlak, biegnący po słowackiej stronie z Rozdroża w Dolinie Jamnickiej do grani głównej, na którą wchodzi na zachód od Niskiej Przełęczy, a dalej na Jarząbczy Wierch i na południe – przez Raczkową Czubę i całą grań Otargańców do rozdroża Niżnia Łąka. Czas przejścia od rozdroża na Jarząbczy Wierch: 1:35 h, ↓ 1:15 h

## Przypisy

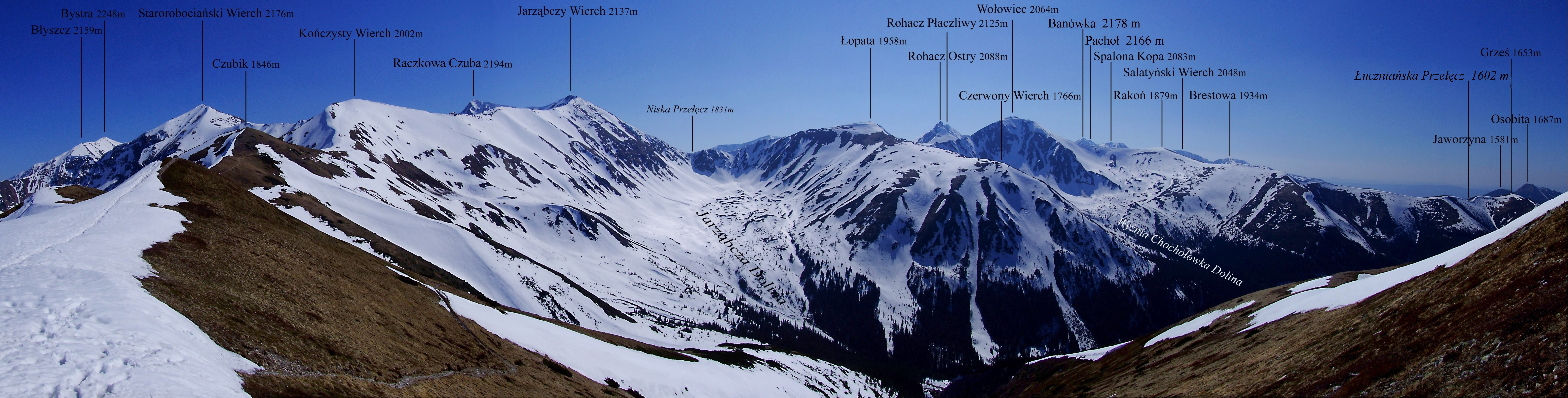
Widok z Trzydniowiańskiego Wierchu